# 三平 (呼出)
三平（さんぺい、1937年4月1日 - ）は、大相撲の呼出。本名：伊藤三平。三重県一志郡一志町（現・津市）出身、高砂部屋所属。

## 人物
小父は呼び上げの名人・多賀之丞。長兄も呼出であった（光之助）。
1950年9月初土俵。裁縫が得意で、呼出の袴の修繕を一手に引き受けていたという。
最終場所の初日の結びの一番で、柝の音を間違ったタイミングで鳴らしてしまうというハプニングがあった。

## 履歴
- 1950年9月　初土俵・三太郎
- 1970年3月　三平に改名。
- 1994年7月　呼出の番付制導入により、幕内呼出に指名される。
- 1995年1月　この1場所のみ、政弘と長八の上位に格付けされたが、翌場所には元の序列に戻っている。
- 2000年1月　三役呼出に昇進。
- 2002年3月　副立呼出に昇進・場所後定年退職。